# Salpingogaster costalis
Salpingogaster costalis är en tvåvingeart som först beskrevs av Walker 1852.  Salpingogaster costalis ingår i släktet Salpingogaster och familjen blomflugor. Inga underarter finns listade i Catalogue of Life.